# Val-d'Auzon
 Val-d'Auzon  es una población y comuna francesa, en la región de Champaña-Ardenas, departamento de Aube, en el distrito de Troyes y cantón de Piney.

## Demografía
| 431 | 434 | 417 | 342 | 329 | 351 |
| Para los censos de 1962 a 1999 la población legal corresponde a la población sin duplicidades (Fuente: INSEE [Consultar]) |     |     |     |     |     |